# Gangrena
Gangrena é um tipo de morte dos tecidos causada por falta de irrigação sanguínea. Os sintomas mais comuns são a alteração da cor da pele para vermelha ou preta, formigueiro, inchaço, dor, desagregação da pele e corpo frio no local afetado. As áreas afetadas mais comuns são os pés e as mãos. Alguns tipos de gangrena podem-se apresentar associados a febre ou sepse.
Entre os fatores de risco estão a diabetes, doença arterial periférica, fumar, trauma físico grave, alcoolismo, VIH/SIDA, geladura e síndrome de Raynaud. A condição pode ser classificada em gangrena seca, gangrena húmida, gangrena gasosa, gangrena interna e fasceíte necrotizante. O diagnóstico de gangrena baseia-se nos sintomas e pode ser complementado por exames imagiológicos.
O tratamento consiste em cirurgia para remoção do tecido morto, em antibióticos para tratar eventuais infeções e em medidas para tratar a causa subjacente. Entre os procedimentos cirúrgicos estão o desbridamento, amputação ou terapia larval. Entre as medidas para tratar a causa subjacente estão a cirurgia de bypass ou angioplastia. Em alguns casos pode ser usada oxigenoterapia hiperbárica. Desconhece-se a frequência da gangrena.

## Causas
A maior parte dos casos ocorre após um severo trauma físico, como um acidente de carro, que resulte em perda de sangue suficiente para deixar alguma parte do corpo sem irrigação sanguínea por vários minutos. Também pode ocorrer como complicação de doença crônica, por queimaduras causadas por temperatura extrema, após uma cirurgia ou por infecção bacteriana.
As espécies de bactéria mais comuns envolvida em gangrenas são:
- Diversos Clostridium
- Alguns Streptococcus
- Staphylococcus aureus
- Yersinia pestis

Várias outras bactérias também podem crescer nos ferimentos ou em qualquer parte do corpo que tenha sua circulação interferida ou impedida agravando a gangrena.

## Classificação
Basicamente pode-se dividir em:
- Gangrena seca: Geralmente aparecem nos pés ou mãos e são causada por complicações do diabetes mellitus ou doença autoimune. Pode se tornar úmida quando se infecta com bactérias patogênicas.
- Gangrena úmida: Quase sempre associada por infecção bacteriana com pus. Pode ser causada por ferimento ou queimadura.
- Gangrena gasosa: Afecção dolorosa severa, aguda, na qual os músculos e os tecidos subcutâneos se enchem de gás e com um exsudato seroso; devido à fermentação dos hidratos de carbono no tecido produzindo gases (dióxido de carbono e hidrogénio) feita por bactérias anaeróbicas. Se ocorrer invasão da corrente sanguínea há risco de morte.

Outros tipos de classificações incluem:
- G. embólica - afecção que se segue à interrupção do suprimento sanguíneo por meio de embolia.
- G. simétrica - de dedos correspondentes em ambos os lados devido a distúrbios vasomotores.
- G. ofídica - causada por picada de cobras, pode levar a amputação.
- G. de Fournier: acontece pela contaminação bacilar ou germinal Gram-negativa na região perínea. Quando ocorre sepse pode ser fatal.

## Prevenção
Limpeza imediata dos ferimentos graves, permitir a circulação sanguínea e tratamento preventivo com antibióticos são as etapas mais eficazes na prevenção da gangrena gasosa.